# Сочнєва Катерина Олександрівна
Наталія Олексіївна Саратовцева (рос. Наталья Алексеевна Саратовцева; нар. 3 жовтня 1989) — російська футболістка, півзахисниця. Виступала за збірну Росії.

## Життєпис
Першою командою спортсменки стала «Чертаново» (Москва) під керівництвом тренера Дениса Палкіна. Потім грала за московські «Спартак» та «ШВСМ Ізмайлово» та азербайджанський «Гемрюкчу».
У першій половині 2010-х років виступала за підмосковний «Зоркий», у якому провела близько 100 матчів, ставала чемпіонкою та призеркою чемпіонату Росії. Після короткого періоду гри за «Росіянку» перейшла до ЦСКА, з яким стала чемпіонкою Росії 2019 року. У 2020 році перейшла до петербурзького «Зеніту», була капітаном команди. Після закінчення сезону 2021 року оголосила про завершення кар'єри.
28 січня 2005 року дебютувала у складі національної збірної Росії у матчі міжнародного турніру 4-х націй із Китаєм. Загалом провела у національній команді понад 80 матчів. Учасниця трьох фінальних турнірів чемпіонату Європи. 2009 року виступала за збірну Росії на Універсіаді в Белграді, де росіянки посіли п'яте місце.

### Голи за збірну
| Змагання                          | Раунд        | Дата       | Місце          | Суперник  | Голи | Результат | Загалом |
| --------------------------------- | ------------ | ---------- | -------------- | --------- | ---- | --------- | ------- |
| Чемпіонат світу 2011              | кваліфікація | 2010–06–24 | Красноармійськ | Ізраїль   | 1    | 4–0       | 3       |
| Чемпіонат світу 2011              | кваліфікація | 2010–08–25 | Красноармійськ | Казахстан | 2    | 8–0       | 3       |
| чемпіонат Європи 2013             | кваліфікація | 2011–09–21 | Ратибор        | Польща    | 1    | 2–0 1     | 3       |
| чемпіонат Європи 2013             | кваліфікація | 2011–11–19 | Ано-Ліосія     | Греція    | 1    | 4–0       | 3       |
| чемпіонат Європи 2013             | кваліфікація | 2012–06–16 | Красноармійськ | Греція    | 1    | 4–0       | 3       |
| Чемпіонат світу серед жінок 2015  | кваліфікація | 2014–05–07 | Дублін         | Ірландія  | 1    | 3–1       | 1       |
| Чемпіонат Європи серед жінок 2017 | кваліфікація | 2016–09–20 | Хімки          | Хорватія  | 1    | 5–0       | 1       |

1 Згодом рахунок змінений на технічну перемогу 3:0.

## Досягнення

### Командні
- Чемпіонат Росії
  -  Чемпіон (2): 2012/13, 2019
  -  Срібний призер (2): 2006, 2011/12
  -  Бронзовий призер (2): 2013, 2021

- Кубок Росії
  -  Володар (1): 2017

### Особисті
- Майстер спорту Росії

- Молодіжний чемпіонат Європи
  -  Бронзовий призер (1): 2004
- Учасниця молодіжного чемпіонату світу 2004
- Учасниця чемпіонату Європи 2009
- Учасниця Всесвітньої Універсіади 2009
- Учасниця чемпіонату Європи 2012/13